# Cristianización de Bohemia

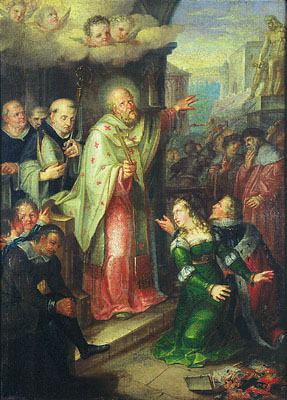
El bautismo del duque Borivoj, pintura histórica de Václav Ignác Leopold Markovský.

La cristianización de Bohemia se refiere a la difusión de la religión cristiana en las tierras de la Bohemia medieval.  Como en muchos otros países, el cristianismo se relacionó con el establecimiento de un nuevo estado (primero el Ducado de Bohemia, más tarde el Reino de Bohemia), y se implementó de arriba abajo.
El proceso comenzó con la conversión de Borivoj I, Duque de Bohemia, el fundador de la dinastía premislida, en 884.  Fue un resultado de la cristianización de Moravia, tradicionalmente atribuida a los misioneros bizantinos, Cirilo y Metodio, en 863. Al principio, el rito cristiano en Bohemia era el eslavo de la Iglesia ortodoxa, pero pronto fue sustituido por el rito romano de la Iglesia católica, introducido debido a las influencias occidentales, y también a las tensiones entre los bohemios y los moravos. En 895, Praga pasó a formar parte de la diócesis católica bávara de Ratisbona. En 973 se estableció un obispado en Praga.
En el siglo X, varios santos nativos surgieron en Bohemia: Santa Ludmila de Bohemia (esposa de Bořivoj I), su nieto Venceslao I de Bohemia y Adalberto obispo de Praga. Se dice que Venceslao completó la cristianización de Bohemia a principios del siglo X, poco antes de ser asesinado en 935 por su propio hermano, Boleslao I. La hija de Boleslao, Dubravka, se casó con Miecislao I de Polonia, y fue un instrumento para convertirlo a él, a su corte y a la misma Polonia a la religión cristiana.
A principios del siglo XI, Bohemia se apoderó de Moravia, que fue anexionada a Bohemia. A los moravos se les permitió practicar sus ritos ortodoxos eslavos, pero finalmente fueron sustituidos por prácticas católicas franco-latinas. Se creó una red de parroquias alrededor del siglo XIII.